# Професор Екс
Чарлс Завијер (енгл. Charles Xavier), познат и као Професор Екс (енгл. Profesor X) је оснивач групе Икс Мена, стрипа чији су аутори сценариста Стен Ли и цртач Џек Кирби.
Професор Екс је мутант који има моћ читања мисли и заустављања времена. У својој вили у Вестчестеру отворио је школу за мутанте да би помогао младим мутантима да овладају својим моћима, помажу људима и тако им докажу да и мутанти могу бити хероји. Неки од његових ученика су: Сторм, Киклоп, Звер, Ајсмен, Шедоукет.